# Hilda Bergmann
Hilda Bergmann (* 9. November 1878 in Prachatitz, Österreich-Ungarn; † 22. November 1947 in Schweden) war eine österreichische Schriftstellerin und Übersetzerin.

## Leben
Hilda Bergmann wurde am 9. November 1878 in Prachatitz im Böhmerwald geboren. Sie war die älteste von drei Töchtern des Bezirksschulinspektors Eduard Bergmann und dessen Ehefrau Emma, geb. Fuchs.
Sie besuchte an ihrem Geburtsort die Volks- und die Bürgerschule. Nachdem die Familie im Jahre 1897 nach Wien umgezogen war, schloss sie dort 1898 eine Ausbildung als Volksschullehrerin ab und arbeitete an verschiedenen Schulen. 1908 schied sie aus Gesundheitsgründen aus dem Schuldienst aus. Im selben Jahr heiratete sie den Witwer Alfred Kohner. Dieser brachte einen Sohn namens Hans in die Ehe. Da Alfred Kohner sich als Jude nach dem Anschluss Österreichs an das nationalsozialistische Deutsche Reich 1938 in Gefahr befand, wanderte die Familie nach Åstorp in Schweden aus.
Eine Rückkehr in ihre Heimatstadt Prachatitz war ihr wegen der Kriegs- und Nachkriegsereignisse verwehrt.
Im Exil in Schweden starb Hilda Bergmann am 22. November 1947, ihr Grab befindet sich in Astorp/Björnekulla.

## Würdigung
Hilda Bergmann tat sich vor allem als deutsche Lyrikerin und Erzählerin hervor. Ihre Gedichte erinnern an Rainer Maria Rilke. An Prosaschriften veröffentlicht die Autorin vor allem Legenden und Märchen; viele ihrer Geschichten richten sich an Kinder als Adressaten. Der Schweizer Maler Ernst Kreidolf illustrierte einige ihrer Bücher.

## Werke
- Die heiligen Reiher. (Gedichte), Wien 1925, Verlag Paul Knepler. Neuauflage 2019, ISBN 978-3-7437-3363-3
- Von Wichtelmännchen und anderen kleinen Leuten. Mit Bildern von Ferdinand Staeger. Reichenberg 1928, Gebrüder Stiepel
- Vom Glöckchen Bim und andere Geschichten. Reichenberg 1931, Gebrüder Stiepel. Neuauflage 2019, ISBN 978-3-7437-3376-3
- Die stummen Dinge. (Gedichte), Wien 1933, Krystall-Verlag
- Die Himmelreichswiese. Mit 12 Bildern von Ernst Kreidolf zu Märchen aus Wiese und Wald. Erlenbach-Zürich 1935, Rotapfel-Verlag
- Zünd Lichter an. (Gedichte), Wien 1936, Krystall-Verlag
- Märchen aus Wiese und Wald. Mit Bildern von Max Zeschitz, Teplitz-Schönau 1938
- Das druckfertige Manuskript zu dem Gedichtbändchen Der ewige Brunnen liegt im Archiv des Böhmerwaldmuseums Passau
- Im Exil in Schweden übersetzte Hilda Bergmann das Buch Vogel ohne Schwingen von Jeanna Oterdahl aus dem Schwedischen ins Deutsche (Titel der schwedischen Ausgabe: Fagel Vinglös). Die deutsche Ausgabe erschien 1955 bei: Christliche Verlagsanstalt Konstanz.

Außerdem schuf sie Nachdichtungen von Texten Rabindranath Tagores, die unveröffentlicht im Nachlass im Archiv des Böhmerwaldmuseums liegen.